# Pillerbagge
Pillerbagge även kallad Helig pillerbagge eller Mumiebagge (Scarabaeus sacer) är en skalbaggsart som beskrevs av Carl von Linné 1758. Scarabaeus sacer ingår i släktet Scarabaeus och familjen bladhorningar. Inga underarter finns listade i Catalogue of Life.
Pillerbaggen är omkring 3 centimeter lång med brett ovalt svartglänsande skal. Den förekommer i Medelhavsländerna och hölls helig av de gamla egyptierna och var ett vanligt motiv på skarabéer. Då pillerbaggen påträffar en gödselklump av häst eller liknade, losskär den med de kraftiga tänderna på huvudet och frambenen bit för bit av spillningen och skjuter bitarna in under kroppen och bearbetar dem här med de båda bakre benparen och bildar slutligen en rund gödselboll av ungefär ett plommons storlek. Därefter rullar den iväg med bollen och gräver ned den och sig själv på ett ställe med lös jord. Här lever pillerbaggen på det samlade gödselförrådet. För ynglet uppsöker skalbaggen om hösten särskilt helt färsk fårspillning, som föses ned i en förut urholkad kammare av en knytnäves storlek. I denna formar honan spillningen till en rund boll, som sedan ges en päronlik form. I varje kammare finns aldrig mer än ett "gödselpäron" och i dettas smala ände läggs ett ägg i varje gödselklump, som sedan fungerar som näring åt larven. Hos pillerbaggen tar endast honan del i omsorgen för ynglet.

## Bildgalleri

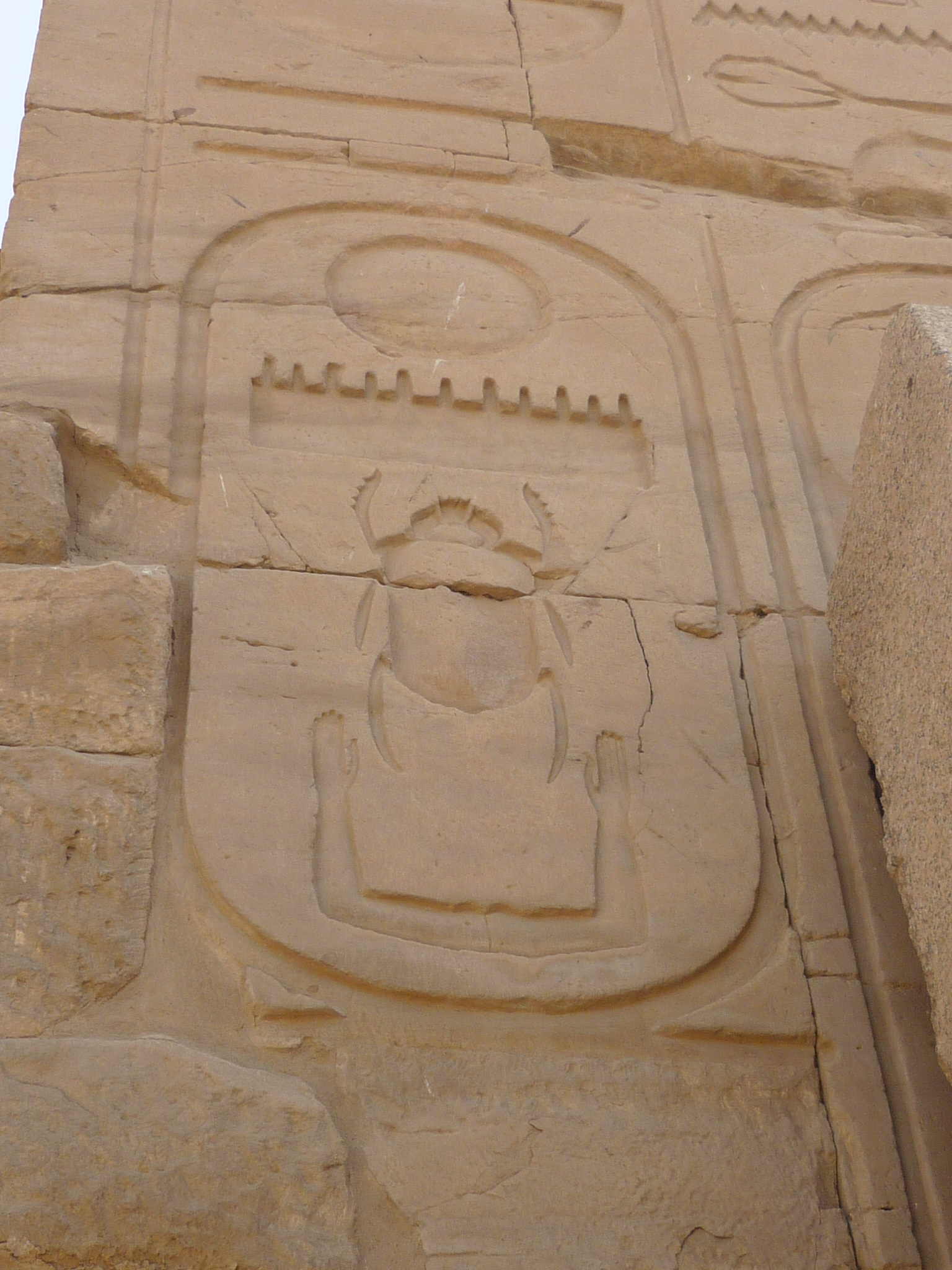
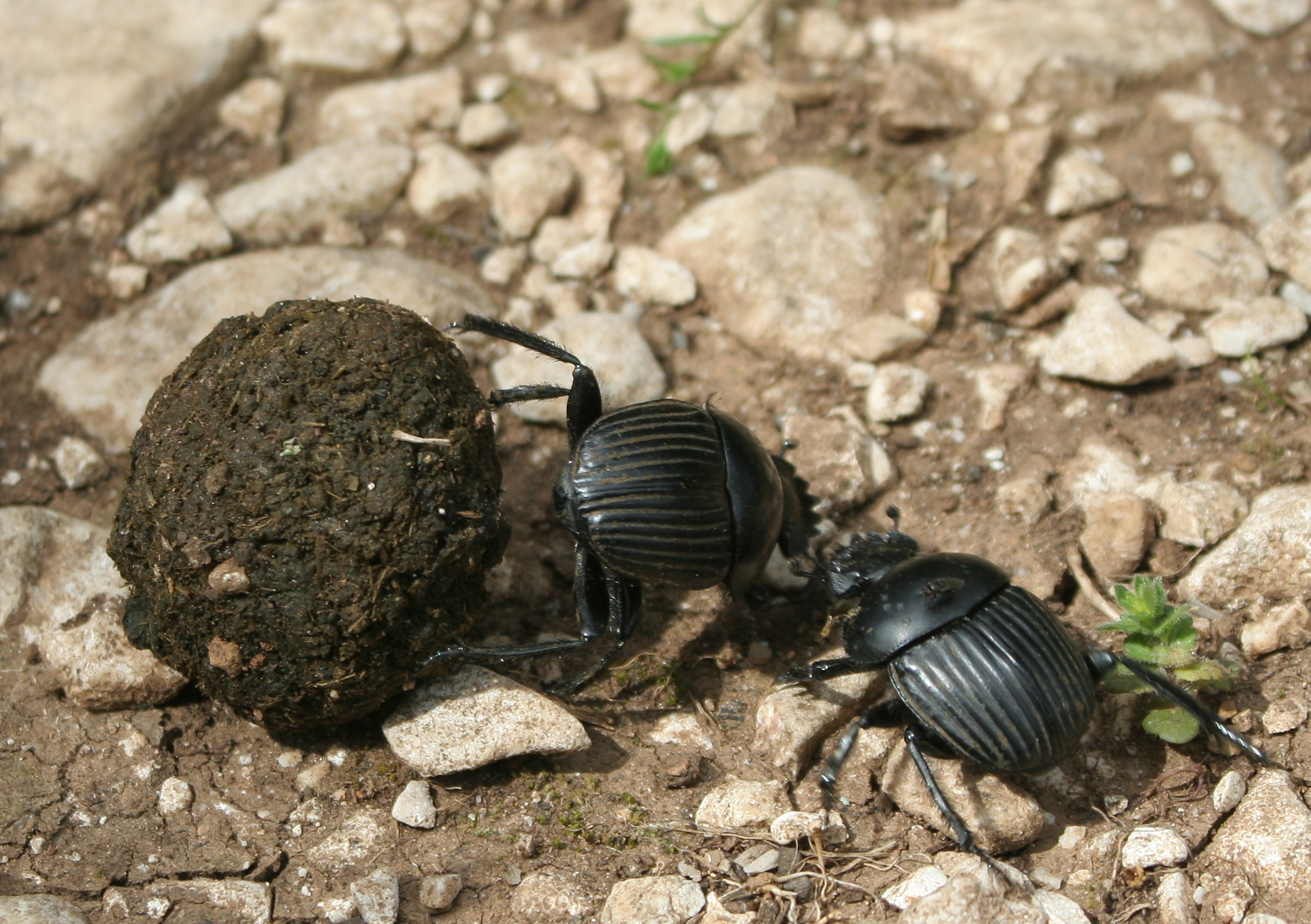